# Ex quo
Ex Quo (lateinisch für: „Seit […]“) bezeichnet eine Enzyklika von Papst Benedikt XIV. Sie datiert vom 1. März 1756, trägt den Untertitel „Über das Euchologion“ und ist an die griechischen Bischöfe, Priester und Angehörigen der religiösen und weltlichen Ordensgemeinschaften gerichtet. Er forderte die griechisch-katholischen Christen auf, den Gebrauch des neuen Euchologions von 1754 zu fördern und zu verbreiten. In dieser Enzyklika geht Benedikt XIV. sehr ausführlich auf die große und mehrjährige Redaktionstätigkeit ein und beschreibt die umfangreichen Änderungen gegenüber dem griechisch-orthodoxen Ritus.
Einleitend erklärte Benedikt XIV., dass der gegenwärtige Zweck dieser Enzyklika die Information über die Arbeiten und Korrekturen an dem griechischen Euchologion sei. Die Arbeiten basierten auf einer langjährigen Untersuchung durch die Congregatio de Propaganda Fide und konnten nun, mit der Veröffentlichung einer Neuausgabe, abgeschlossen werden. Er forderte dazu auf, alte und fehlerhafte Ausgaben nicht mehr zu benutzen und diese zu vernichten.
Der nächste Abschnitt ist die Würdigung der großen Arbeit; so wurden die Namen von Kirchenlehrern, Gelehrten, Päpsten und Geistlichen aufgeführt, die an der Entstehung des korrigierten Euchologion tatkräftig beteiligt waren. Der Papst berichtete auch von den redaktionellen, konzeptionellen und theologischen Schwierigkeit innerhalb der Kongregation und der Arbeitsgruppen. Die Expertenkommission traf sich zu zweiundachtzig Sitzungen und 1754 konnte die erste römisch-katholische Ausgabe des griechischen Euchologion in Rom erscheinen. Es wurde auch beschlossen, Manuskripte der älteren Ausgaben in der Vatikan Bibliothek aufzubewahren.
Weiterhin führte Benedikt XIV. vier Exhortationen auf:
- Erste Ermahnung: Die Priester müssen den Umgang mit dem Euchologion erlernen und die Übereinstimmung mit dem kanonischen Recht wahren. Die liturgischen Riten und Sakramente müssen in Übereinstimmung mit den Dekretalen der römisch-katholischen Kirche übereinstimmen und beachtet werden. Die Bischöfe rief er auf, diese Ermahnung zu überwachen und für deren Einhaltung einzutreten. Zur apostolischen Nachfolge erklärt er im zweiten Teil der Exhortatio, dass in den Messgebeten der Name des Papstes vor den hierarchisch gegliederten Bischöfen aufgenommen werden soll. Für den griechischen Ritus ging er auf die Gewohnheiten der Ostkirchen ein, in den Fürbittengebeten auch den Kaiser, König oder Prinzen zu nennen.
- Zweite Ermahnung: In dieser wird die rituelle Darbringung (Oblation) von Wein und Brot durch Diakone, Priester und Bischöfe zum Gegenstand, da sie unterschiedlich ausgelegt wurde. Weiterhin behandelte er die Prozession mit dem geweihten Brot und Wein innerhalb und außerhalb des Altarraumes. Drittens geht der Papst auf die Frage ein, zu welchem Zeitpunkt Brot und Wein (vor oder nach der Heiligen Wandlung) als gesegnet zu betrachten sei. Er schloss die zweite Ermahnung mit dem Beschluss ab, dass diesbezüglich keine Änderungen vorgenommen werden.
- Dritte Ermahnung: Mit der Erinnerung an das Sakrament der „Letzten Ölung“ erläuterte er deren Bedeutung und unterstrich die Notwendigkeit. Hierbei ging er auch auf den Empfänger und Spender ein, legte theologische Streitigkeiten dar und erklärte rituale Handlungen.
- Vierte Ermahnung: In diesem Teil geht es um die Verwendung von „unsauberen Sachen, Lebensmitteln oder Gegenständen, die damit in Berührung gekommen sind“; der Papst stellt die Unterschiede zwischen dem griechischen und lateinischen Ritus dar. Er distanzierte sich von diesen heidnischen Überlegungen und der Schlussfolgerung, dass keine Sünde vorläge, wenn man mit so genannten „unsauberen Sachen“ in Berührung gekommen sei.

Abschließend ging Benedikt XIV. noch auf einige andere strittige Punkte ein. So zum Beispiel auch auf die Frage, ob eine Frau während der Menstruation die Kirche betreten oder die heilige Kommunion empfangen dürfte. Er wies die griechische Auslegung zurück und erklärte, dass eine Frau in dieser „natürlichen Phase“ selbstverständlich die Kirche betreten und die Kommunion empfangen darf.